# 波城美术博物馆

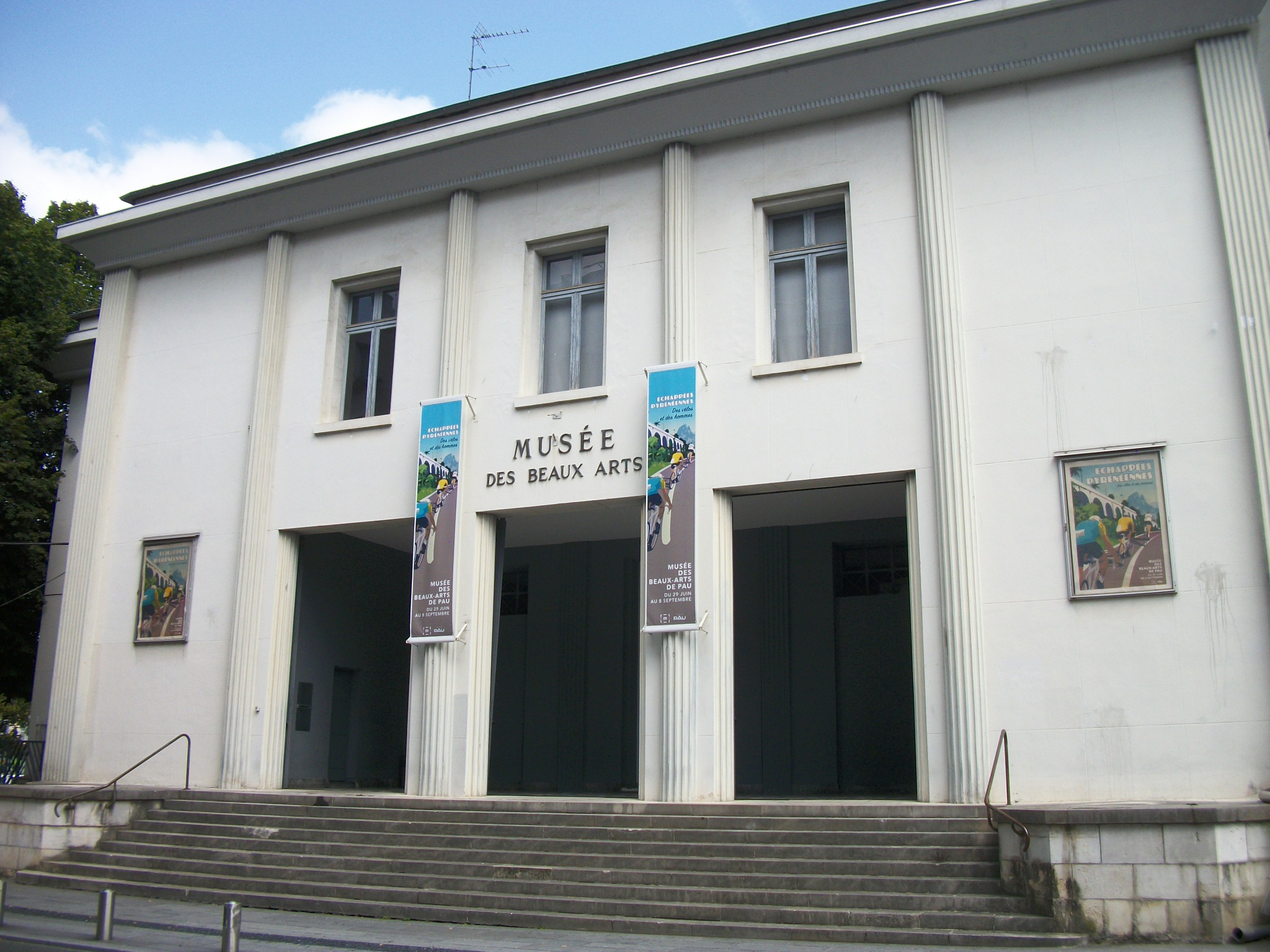

波城美术博物馆（Musée des Beaux-Arts de Pau）是一座市立博物馆，位于法国新阿基坦大区大西洋比利牛斯省波城。是阿基坦大区的第二大博物馆，仅次于波尔多美术馆。1864年在贝阿恩艺术之友协会的倡议下成立。

## 建筑
博物馆建于1931年，由建筑师雅克·鲁利尔（Jacques Ruillier（1901-1986）设计，是一座20世纪30年代风格的建筑。希腊十字的平面设计灵感来自拜占庭艺术，而外立面的壁柱、檐口则是古希腊建筑风格。

## 收藏
博物馆收藏了大量的绘画作品，特别是得到路易·拉卡泽（Louis La Caze，1798-1869）的遗赠。1872年，博物馆得到30幅主要画家的作品，包括弗朗西斯柯·德·苏巴朗、巴萨诺和 雅各布·约尔丹斯。
博物馆展示了从16世纪到当代欧洲主要绘画流派的作品：
- 意大利：安德里亞·索拉里、皮埃特罗·德拉·维奇亚（Pietro della Vecchia）、西蒙内·坎塔里尼（Simone Cantarini）、朱利奥·卡皮奥尼（Giulio Carpioni）、卡洛·马拉塔（Carlo Maratta）、卢卡·焦尔达诺、乔瓦尼·巴蒂斯塔·皮亚泽塔（Giovanni Battista Piazzetta）、弗朗西斯科·特雷维萨尼（Francesco Trevisani）和加斯帕尔·特拉维（Gaspare Traversi）
- 西班牙：胡塞佩·德·里貝拉、埃尔·格列柯、弗朗西斯柯·德·苏巴朗等
- 佛兰芒：揚·利文斯（Jan Lievens）、巴托洛梅乌斯·范·德·赫尔斯特（Bartholomeus van der Helst）、彼得·保罗·鲁本斯（末日审判）、雅各布·约尔丹斯、小戴维·特尼耶（David Teniers le Jeune）、老揚·勃鲁盖尔（Jan Brueghel l'Ancien）
- 法国：尼古拉·德拉吉利耶（Nicolas de Largillierre）、夏尔-约瑟夫·纳图瓦尔（Natoire）、让-巴蒂斯特·乌德里（Jean-Baptiste Oudry）、休貝特·羅貝特、让-巴蒂斯特·卡尔波、欧仁·伊萨贝、讓-巴蒂斯·卡米耶·柯洛、埃德加·德加及其著名的《新奥尔良棉花交易所》、欧仁·布丹、亨利·方丹·拉图尔和爱德华·维亚尔（Edouard Vuillard）。

波城美术博物馆藏品
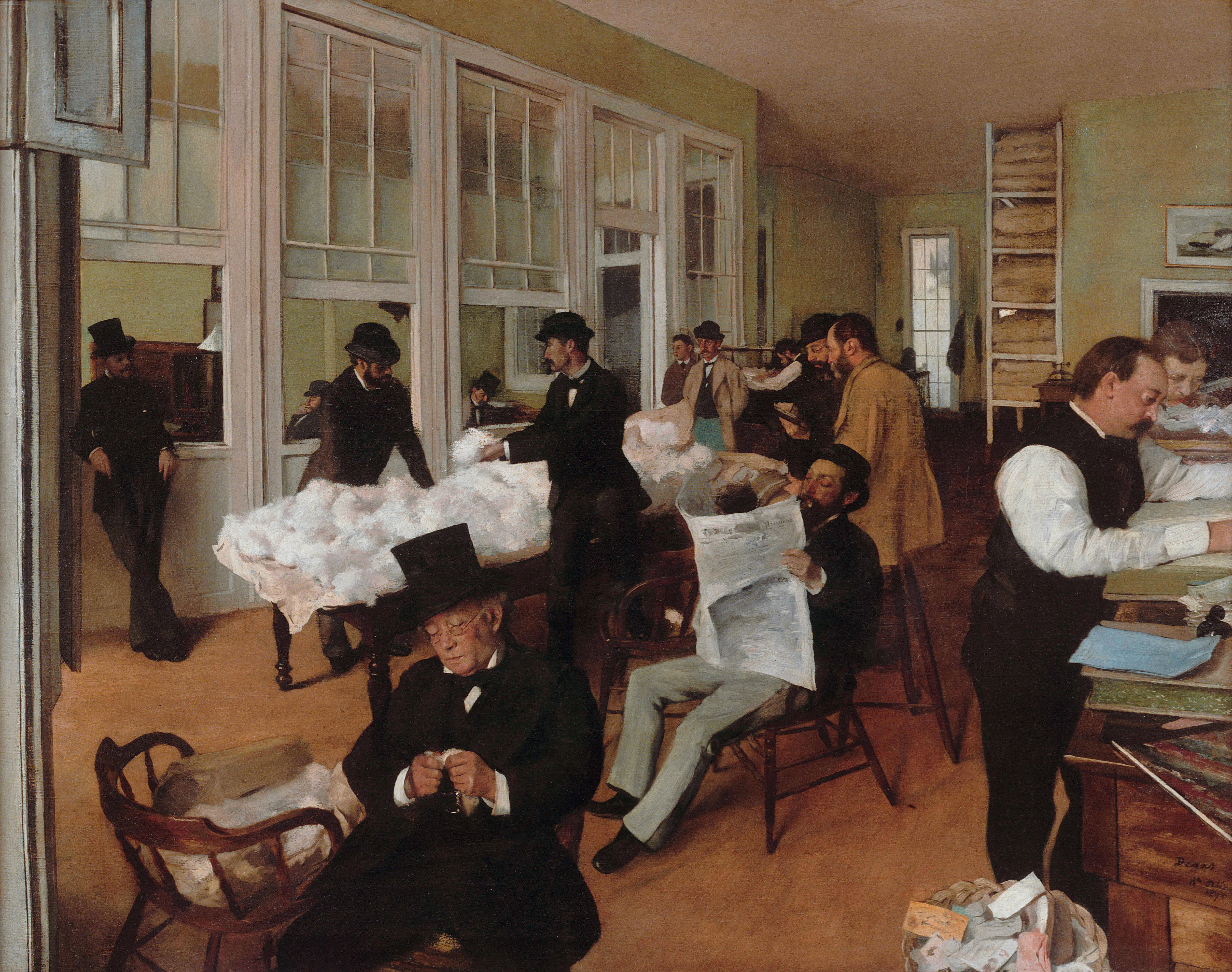
埃德加·德加：《新奥尔良棉花交易所》, 1873.
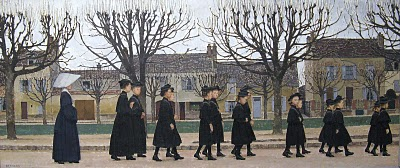
路易斯•莫里斯•布特•德•蒙维, Le Pensionnat de Nemours, 1909.
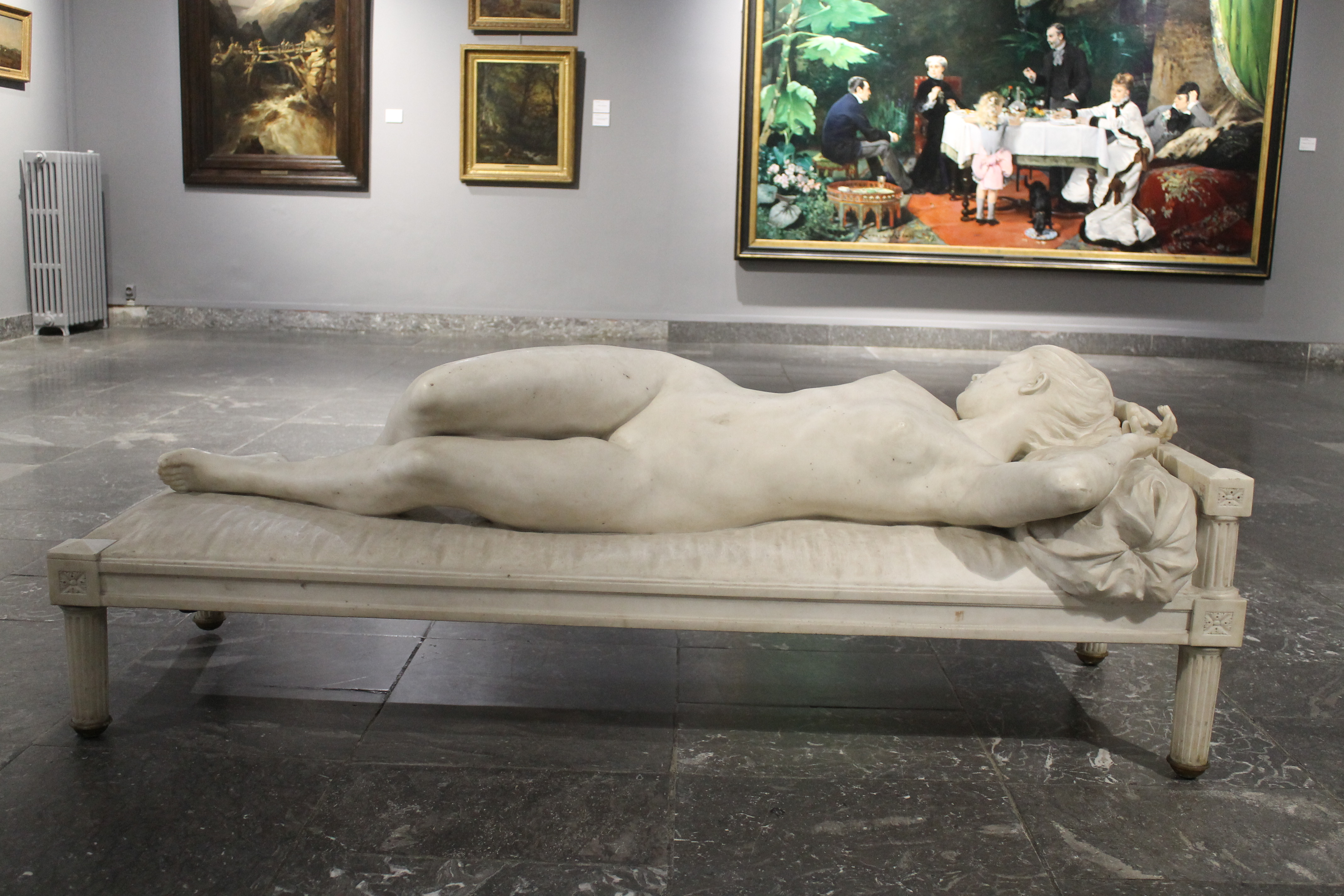
Le Repos (1892), 阿尔弗雷德·布歇